# Cobra Kai
Cobra Kai foi uma websérie americana de drama e ação de artes marciais, baseada na trilogia Karate Kid, sucesso da década de 1980 criada por Robert Mark Kamen, que estreou em 2 de maio de 2018 no YouTube Premium, onde a história acontece com a reabertura do dojo de karatê Cobra Kai, por Johnny Lawrence e a reativação da antiga rivalidade com Daniel LaRusso.
A série criada por Jon Hurwitz, Hayden Schlossberg, e Josh Heald e, foi estrelado por Ralph Macchio e William Zabka, que reprisaram seus papéis dos filmes. Em 2019, esta série foi comprada pela Netflix.
Em 10 de maio de 2018, foi anunciado que a série foi renovada para uma segunda temporada, que estreou em 2019. Em 2019, foi anunciada a terceira temporada, que estreou em 1ª de janeiro de 2021. Em outubro de 2020, a Netflix anunciou a quarta temporada, que foi lançada em 31 dezembro de 2021. Em agosto de 2021, antes mesmo do lançamento da 4º temporada, a Netflix anunciou a quinta temporada, com estreia prevista para 2022. Cobra Kai tinha sido renovada para uma 5ª temporada ainda antes de lançar a 4ª. A 5ª foi lançada oficialmente em 09 de setembro de 2022, contendo 10 episódios.
Em 20 de janeiro de 2023, a Netflix renovou Cobra Kai para a sexta e última temporada.

## Enredo

### Temporada 1
Trinta e quatro anos após ser derrotado por Daniel LaRusso no Torneio de Karatê All-Valley de 1984, Johnny Lawrence, agora na casa dos 50 anos, sofre com alcoolismo e depressão. Trabalhando como faz-tudo em tempo parcial e morando em um apartamento em Reseda, Los Angeles, Johnny vive uma vida muito diferente do estilo abastado de Encino ao qual estava acostumado. Ele tem um filho afastado chamado Robby, de um relacionamento anterior, que ele abandonou. Em contraste, Daniel é o dono de uma bem-sucedida rede de concessionárias de carros, é casado com a co-proprietária Amanda e tem dois filhos: Samantha e Anthony. Daniel finalmente vive o estilo de vida abastado que invejava quando era criança e morava em Reseda com sua mãe, Lucille. No entanto, após a morte de seu amigo e mentor Sr. Miyagi, Daniel tem dificuldade em se conectar significativamente com seus filhos, o que perturbou o equilíbrio em sua vida.
Depois de usar o karatê para defender seu vizinho adolescente, Miguel Diaz, de um grupo de valentões, Johnny concorda em ensinar karatê a Miguel e reabre o dojo Cobra Kai como uma chance de recuperar seu passado. O revivido Cobra Kai atrai um grupo de desajustados sociais que encontram camaradagem e autoconfiança sob sua tutela. Johnny desenvolve um vínculo com Miguel, semelhante ao relacionamento entre Daniel e Sr. Miyagi, enquanto Miguel começa a namorar Samantha. No entanto, a filosofia do Cobra Kai permanece quase inalterada, embora Johnny tente infundir mais honra do que Kreese. 
A reabertura do Cobra Kai revive a rivalidade de Johnny com Daniel, que promete derrubar o dojo. Daniel começa a treinar Robby (que quer se vingar de Johnny) nos ensinamentos de Miyagi-Do, enquanto Robby inicia uma rivalidade com Miguel. Miguel e Samantha terminam quando Miguel, embriagado, tenta acertar Robby, mas acidentalmente acerta Samantha. As rivalidades culminam no Torneio de Karatê All-Valley de 2018, que Miguel vence usando táticas desleais, levando Johnny a perceber as falhas do dojo.

### Temporada 2
O fundador do Cobra Kai e antigo sensei de Johnny, John Kreese, reaparece inesperadamente, e Johnny relutantemente permite que ele se junte novamente ao Cobra Kai. Enquanto isso, Daniel abre seu próprio dojo Miyagi-Do, com Robby e Sam como seus primeiros alunos, em resposta ao sucesso do Cobra Kai. Com o tempo, Robby e Sam se apaixonam e começam a namorar. Uma grande rivalidade se forma entre os dois dojos, especialmente entre Sam e a nova aluna do Cobra Kai, Tory Nichols, que começa um relacionamento com Miguel. 
Enquanto Johnny tira uma folga para se reunir com seus amigos originais do Cobra Kai (Tommy, Bobby e Jimmy), Kreese começa a manipular os alunos do Cobra Kai. Depois de ver Miguel e Sam se beijando em uma festa, Tory instiga uma briga escolar entre os dojos, que culmina com Robby chutando Miguel de uma varanda escolar, ferindo gravemente sua coluna e causando um coma. No rescaldo, Daniel é convencido por Amanda a fechar o Miyagi-Do, pois a rivalidade saiu do controle, enquanto Kreese assume o controle do Cobra Kai.

### Temporada 3
Após a briga escolar, Johnny recai no alcoolismo devido à depressão pelo coma de Miguel, enquanto os negócios de Daniel começam a sofrer devido à afiliação de Robby com Miyagi-Do. Após obter uma pista sobre o paradeiro de Robby, que desapareceu, Daniel e Johnny trabalham temporariamente juntos para encontrá-lo, mas acabam desistindo. Robby é encontrado e colocado em detenção juvenil, ficando irritado tanto com Daniel quanto com Johnny, e sendo tentado pela oferta de Kreese para se juntar ao Cobra Kai. Enquanto isso, Miguel acorda do coma e começa a treinar com Johnny para recuperar a capacidade de andar. Uma vez que Miguel recupera a capacidade de andar, Johnny inicia um novo dojo chamado Eagle Fang Karate em um esforço para competir com o Cobra Kai, chamando a atenção de Kreese. Enquanto isso, Daniel viaja para o Japão em um esforço para salvar seus negócios. 
Durante uma viagem paralela a Okinawa, ele se reúne com Kumiko e resolve suas diferenças com Chozen Toguchi. Após retornar aos Estados Unidos, Amanda permite que Daniel reabra o Miyagi-Do após uma batalha entre seus antigos alunos e o Cobra Kai levar Hawk a quebrar o braço de Demetri. Inicialmente recusando-se a trabalhar juntos, Johnny e Daniel resolvem suas diferenças após encontrar sua ex-namorada Ali Mills em uma festa. Ao mesmo tempo, os alunos do Cobra Kai sob a liderança de Tory invadem a casa dos LaRusso, onde Hawk abandona o Cobra Kai para se juntar à aliança, e o Cobra Kai é derrotado por Miyagi-Do e Eagle Fang, que escolhem trabalhar juntos. Depois de descobrir, Daniel e Johnny confrontam Kreese, que revela que Robby se juntou ao Cobra Kai e emite um ultimato: o dojo que perder o próximo torneio All-Valley deve ser fechado. Os três concordam, e Johnny e Daniel fundem seus respectivos dojos.
A temporada também explora flashbacks da vida inicial de Kreese, seu tempo no Vietnã e como ele eventualmente adotou o mantra "Sem Piedade".

### Temporada 4
Em um esforço para derrotar Johnny e Daniel no All-Valley, Kreese pede a ajuda de seu melhor amigo e cofundador do Cobra Kai, Terry Silver, um empresário rico e ex-viciado em cocaína que abandonou o karatê após ajudar Kreese em seus esquemas em "Karate Kid III". Apesar de inicialmente relutante, Silver é coagido a se juntar a Kreese, mas tem visões diferentes sobre como vencer o torneio. O retorno de Silver leva Daniel a tentar assumir o controle total da aliança Miyagi-Fang, irritando Johnny, que está paranoico de que seus alunos estejam aderindo aos ensinamentos de Daniel. 
No Torneio All-Valley, Johnny e Daniel deixam de lado suas diferenças, mas o Cobra Kai acaba vencendo o torneio. Sem o conhecimento de ninguém, exceto Tory, Silver subornou o árbitro para manipular o torneio e procede a incriminar Kreese por uma agressão quase fatal a um ex-aluno do Cobra Kai, Stingray.

### Temporada 5
Apesar de ter perdido o All-Valley, Johnny e Daniel continuam seus esforços para derrubar o Cobra Kai, que agora conta com os recursos e apoio de Silver. Para isso, Daniel traz seu antigo rival Chozen Toguchi para ajudá-lo, enviando-o disfarçado. No entanto, Silver começa a manipular Daniel e arruinar sua vida, incluindo fazer Amanda se afastar temporariamente dele. Silver traz senseis estrangeiros, incluindo a sensei Kim Da-eun, a neta do sensei de Silver e Kreese, para ajudá-lo em seus planos. Tory, ainda leal a Kreese, agora preso, trabalha disfarçada no Cobra Kai, sendo a única pessoa ciente de que Silver subornou o árbitro. 
Após retornar do México, Miguel termina com Sam, mas resolve sua rivalidade com Robby depois que Johnny os força a lutar ao saber que Carmen está grávida. Depois que Amanda descobre, através de sua prima Jessica Andrews, a verdadeira depravação de Silver, Johnny e Chozen convencem um desiludido Daniel a reacender sua paixão pelo karatê. Os dojos continuam a trabalhar juntos e, ao manipular Kreese, descobrem o plano mestre de Silver para inscrever o Cobra Kai no torneio Seikai Taikai, o torneio de karatê mais respeitado do mundo. Em uma competição entre os dois, ambos os dojos acabam conseguindo se inscrever. 
Durante uma celebração da gravidez de Carmen, Mike Barnes, antigo capanga de Silver de 1985, sequestra Daniel, Johnny e Chozen, já que sua loja de móveis foi queimada anteriormente por Silver. Inicialmente acusando Daniel de queimar a loja, Barnes recruta Johnny e Chozen em um esforço para se vingar de Silver, onde os três enfrentam seu exército de senseis. Isso é justaposto com os alunos do Miyagi-Fang, que, junto com uma Tory reformada, invadem o dojo Cobra Kai para baixar imagens de Silver espancando Stingray, onde enfrentam todo o dojo Cobra Kai, bem como Kim Da-eun. Eles acabam enviando o vídeo de Silver revelando a Tory que subornou o árbitro. Silver chega ao dojo Cobra Kai e desafia Daniel para uma luta. Daniel incorpora Miyagi-Do, Eagle Fang e Cobra Kai com o método Quick Silver que aprendeu em "Karate Kid III". 
No final, o bicampeão do All Valley usa o chute da garça para derrotá-lo. Kenny e o resto do Cobra Kai desistem, Silver é preso e o dojo é fechado. No rescaldo, Miguel e Sam, bem como Robby e Tory, reatam seus respectivos relacionamentos. Na prisão, no entanto, Kreese finge sua morte e escapa.

### Temporada 6
Após a derrota de Terry Silver, Os senseis Daniel LaRusso, Johnny Lawrence e Chozen Toguchi comemoram a vitória. No entanto, com Kreese fora da prisão, ele retorna com o Cobra Kai em segredo e se alia a Sensei Kim Da-Eun, juntos vão buscar mostrar o legado do mestre Kim Sun-Yung para o mundo no Sekai Taikai. Então, os senseis começam a focar no Sekai Taikai porém geram conflitos com a mistura dos estilos. Mas logo se resolvem, então descobrem que o torneio vai ser sediado em Barcelona, entretanto só poderam ir 6 alunos com 2 capitães. Então para não prevalecer um favoritismo entre os senseis, eles chamam Mike Barnes para fazer as provas. Então após esta provas para o Sekai Taikai, apenas uma coisa não está decidida. Os capitães, antes desta batalha, Tory Nichols vai para casa e depara com sua mãe morta. Na luta para decidir os capitães, o ganhador foi Robby Keene e Samantha LaRusso pois o Daniel LaRusso decide parar a batalha. Então Tory simplesmente desaparece junto com Kenny Payne que foi sabotado durante as provas por Devon Lee, colocando laxante na água dele. O time finalmente está decidido, será Miguel, Robby, Demitri, Devon Lee, Falcão e Samantha LaRusso. 
Eles finalmente chegam na Espanha, porém ficam chocados com a reaparição do Cobra Kai sobre o comando de Kreese mas com Tory Nichols na equipe. Com todos preocupados, principalmente Robby, perde o foco do torneio. E nos primeiros jogos, o Miyagi-Do foi totalmente derrotado e estava precisando de muitos pontos por culpa de Robby Keene pois está muito. Isso gera uma briga entre Daniel LaRusso e Johnny Lawrence, mas então Daniel LaRusso é atraído pelos segredos ocultos de seu mentor Senhor Miyagi e é sequestrado por um capanga de John Kreese, mas ele escapa da jaula e derrota todos os capangas dele. Enquanto ele estava na jaula, o Johnny estava instruindo os alunos em uma fase com plataforma estreita mas o Miyagi-Do perde mais uma vez, assim, Johnny percebe que também precisa usar o Miyagi-Do, após isso teve a fase do Rei da Montanha, mas com um descuido de Robby Keene, ele foi o primeiro a cair da plataforma. Todos cai da plataforma e sobra apenas Miguel Diaz que derrotou dois alunos do Dublin Thunders. Porém há um problema após isso, Carmen estava com problemas de gravidez, então, Miguel e Johnny voltaram para Los Angeles e para substituir o Miguel, eles chamam Kenny Payne, quando chegam em Los Angeles, Miguel e Johnny percebem que a Carmen está bem melhor e poderão voltar ao torneio, assim Devon Lee deixou Kenny participar no seu lugar.
Porém, o Terry Silver aparece junto com Kenny que faz cair a confiança de sua equipe nele. Mas Robby deu uma chance há Kenny e ele derrota dois alunos do dojo Redentores com muita facilidade. Após isto, aconteceu uma briga generalizada devido a Kwon dar uma cotuvelada em Robby, gerou um conflito enorme e Kreese, com raiva de Silver, pega sua faca mas sem perceber derruba ela do chão, com Kwon com ódio de Axel, do Iron Dragons, pega a faca para matar-lo porém Axel chuta sua perna que faz ele cair na faca e morrer.

## Elenco
| William Zabka       | Johnny Lawrence               | Regular         | Regular         | Regular         | Regular      | Regular         | Regular         |                 |                 |
| Ralph Macchio       | Daniel LaRusso                | Regular         | Regular         | Regular         | Regular      | Regular         | Regular         |                 |                 |
| Xolo Maridueña      | Miguel Diaz                   | Regular         | Regular         | Regular         | Regular      | Regular         | Regular         |                 |                 |
| Mary Mouser         | Samantha LaRusso              | Regular         | Regular         | Regular         | Regular      | Regular         | Regular         |                 |                 |
| Tanner Buchanan     | Robby Keene                   | Regular         | Regular         | Regular         | Regular      | Regular         | Regular         |                 |                 |
| Courtney Henggeler  | Amanda LaRusso                | Regular         | Regular         | Regular         | Regular      | Regular         | Regular         |                 |                 |
| Nichole Brown       | Aisha Robison                 | Regular         | Regular         | Does not appear | Participação | Does not appear | Does not appear | Does not appear | Does not appear |
| Jacob Bertrand      | Eli "Hawk" Moskowitz (Falcão) | Recorrente      | Regular         | Regular         | Regular      | Regular         | Regular         |                 |                 |
| Gianni DeCenzo      | Demetri Alexopoulos           | Recorrente      | Regular         | Regular         | Regular      | Regular         | Regular         |                 |                 |
| Martin Kove         | John Kreese                   | Participação    | Regular         | Regular         | Regular      | Regular         | Regular         |                 |                 |
| Peyton Roi List     | Tory Nichols                  | Does not appear | Recorrente      | Regular         | Regular      | Regular         | Regular         |                 |                 |
| Vanessa Rubio       | Carmen Diaz                   | Recorrente      | Recorrente      | Recorrente      | Regular      | Regular         | Regular         |                 |                 |
| Thomas Ian Griffith | Terry Silver                  | Does not appear | Does not appear | Does not appear | Regular      | Regular         | Regular         |                 |                 |
| Dallas Dupree Young | Kenny Payne                   | Does not appear | Does not appear | Does not appear | Recorrente   | Regular         | Regular         |                 |                 |

## Dublagem brasileira
Estúdio de dublagem - Som de Vera Cruz
Produção
- Direção: Erick Bougleux/ Leonardo Santhos[9]
- Tradução: Guy Demke/Vanessa Navarro[9]

Dubladores
- Mário Jorge Andrade: Johnny Lawrence[9]

- Nizo Neto: Daniel LaRusso[9]
- Yan Gesteira: Miguel Diaz[9]
- João Cappelli: Robby Keene[9]
- Isabella Simi: Samantha LaRusso[9]
- Cadu Paschoal: Demetri[9]
- Yuri Tupper: Eli[9]
- Luiz Feier Motta: John Kreese[9]
- Mabel Cezar: Amanda LaRusso[9]

## Episódios
| Temporada | Temporada | Episódios | Episódios               | Originalmente exibido  | Originalmente exibido  | Emissora        |
| --------- | --------- | --------- | ----------------------- | ---------------------- | ---------------------- | --------------- |
|           | 1         | 10        | 10                      | 2 de maio de 2018      | 2 de maio de 2018      | YouTube Red     |
|           | 2         | 10        | 10                      | 24 de abril de 2019    | 24 de abril de 2019    | YouTube Premium |
|           | 3         | 10        | 10                      | 1 de janeiro de 2021   | 1 de janeiro de 2021   | Netflix         |
|           | 4         | 10        | 10                      | 31 de dezembro de 2021 | 31 de dezembro de 2021 | Netflix         |
|           | 5         | 10        | 10                      | 9 de setembro de 2022  | 9 de setembro de 2022  | Netflix         |
|           | 6         | 15        | 5                       | 18 de julho de 2024    |                        | Netflix         |
| 5         | 6         | 15        | 15 de novembro de 2024  |                        |                        | Netflix         |
| 5         | 6         | 15        | 13 de fevereiro de 2025 |                        |                        |                 |

### 1ª temporada (2018)
| N.º geral | N.º na temp. | Título                                         | Dirigido por                     | Escrito por                                                                         | Lançamento        |
| --- | ------------ | ---------------------------------------------- | -------------------------------- | ----------------------------------------------------------------------------------- | ----------------- |
| 1 | 1            | "Ace Degenerate" "Degenerado"                  | Jon Hurwitz e Hayden Schlossberg | Josh Heald, Jon Hurwitz e Hayden Schlossberg                                        | 2 de maio de 2018 |
| Trinta e quatro anos após os eventos do torneio de Karatê de 1984, enquanto Johnny Lawrence ainda tenta esquecer um passado que o persegue constantemente, sua vida deu uma difícil guinada, pois mora num pequeno apartamento na periferia, vivendo de pequenos empregos e ainda sendo constantemente humilhado por seu padrasto Sid, viúvo de sua mãe, que costuma aparecer sem ser convidado e adora jogar na cara de Johnny o quão fracassado ele é, inclusive como pai ausente do jovem Robby Keene, que mora com a mãe e não quer nem saber do pai. Em meio a tantos fracassos, Johnny, que é um alcoólatra inveterado, acaba num acidente de carro envolvendo três garotas que falavam ao celular quando bateram seu carro no de Johnny, cujo carro é rebocado para a concessionária LaRusso Auto, para desgosto do mesmo, que acaba se deparando com o dono do local, que é nada mais que Daniel LaRusso, seu velho rival dos tempos de escola, o qual Johnny vive tentando evitar e apesar do clima ameno entre eles ao se verem depois de muitos anos, gera certo desconforto em Johnny, que acaba rejeitando o brinde dado por Danny, além de descobrir que uma das garotas envolvidas no acidente de carro é Samantha LaRusso, filha mais velha de Danny. Após um desentendimento com uma cliente, Johnny é demitido de um de seus empregos mais fixos e acaba conhecendo o jovem Miguel Diaz, seu vizinho a quem inicialmente não dá atenção, mas logo vê que o garoto precisa de ajuda, já que é recém-chegado na cidade, não possui amigos e ainda é perseguido por um grupo de valentões. Buscando por sua própria redenção além de poder ajudar Miguel, Johnny reabre seu ex-dojo de karatê, o infame "Cobra Kai", mas as coisas não serão nada fáceis, já que sua antiga rivalidade com Daniel LaRusso é reacendida, quando os seus caminhos se entrelaçam com a próxima geração de "Karatê Kids". |              |                                                |                                  |                                                                                     |                   |
| 2 | 2            | "Strike First" "Acerte primeiro"               | Jon Hurwitz e Hayden Schlossberg | Josh Heald, Jon Hurwitz e Hayden Schlossberg                                        | 2 de maio de 2018 |
| Hoje em dia, diferente de seu adversário, Daniel LaRusso vive uma vida perfeita, sendo dono de sua própria concessionária, a LaRusso Auto e sendo um bem sucedido marido e pai de família. Isto é, até que ele veja que o dojo do Cobra Kai(a fonte de sua angústia na adolescência) foi restabelecido por Johnny, que agora luta para abrir o seu negócio, enquanto começa a ensinar karatê para o seu vizinho adolescente Miguel. Danny enfrenta o ex-oponente e a antiga desavença é rapidamente reiniciada. Enquanto isso, o até então solitário Miguel tenta fazer novos amigos e conhece o irônico Demetri e o silencioso Eli, dois nerds excluídos da escola que logo se tornam seus primeiros amigos. Miguel é apaixonado por Samantha, que apesar de seu uma boa garota, faz amizade com pessoas fúteis e interesseiras que só pensam em usufruir dos bens dela, o que preocupa seu pai, que não admira as amizades que a filha está fazendo, apesar de sua esposa e mãe de Sam, Amanda, tentar fazer com que o marido seja mais compreensivo. Antigamente, Sam era amiga de Aisha Robinson, uma garota nerd, negra e obesa que apesar de vir de família bem sucedida(e seu pai ser um grande amigo de Danny), não é aceita pelo grupo dos mais populares de sua escola e devido ao envolvimento de Sam com eles, as duas amigas acabam se afastando, mesmo que Sam ainda se mostre atenciosa e queira reatar a amizade que tinha com Aisha, que sofre com o afastamento enquanto Sam demonstra preferir outras amizades. Dentre as quais está Kyler, valentão que persegue Miguel praticando bullying contra ele juntamente com seus amigos. Kyler é o atual interesse amoroso de Sam, que é grande amiga da patricinha Yasmine e da zen Moon, que é alvo do interesse de Eli, mas sequer o nota, enquanto Yasmine vive fazendo piadas ofensivas a Aisha e incentiva suas amigas a fazerem o mesmo. Com o recente namoro entre Sam e Kyler, Danny e Mandy convidam o genro para que jante em sua casa, ao que Danny, apesar de ser simpático com o rapaz, não vai muito com a cara dele. Nesse meio tempo, o recente sensei Lawrence leva o treinamento de Miguel a sério e começa a criar um verdadeiro pupilo, enquanto lida com a rejeição de seu filho Robby Keene, que se tornara um delinquente e está faltando constantemente á escola e andando com más companhias. |              |                                                |                                  |                                                                                     |                   |
| 3 | 3            | "Esqueleto"                                    | Jennifer Celotta                 | Josh Heald, Jon Hurwitz e Hayden Schlossberg                                        | 2 de maio de 2018 |
| Johnny tenta incansavelmente recrutar mais alunos para ingressar no seu dojo, enquanto isso, um Danny perturbado com as amizades da filha Samantha, a acompanha no baile de halloween da escola. Inicialmente, Danny vai ao baile apenas na função de monitor(visto que é ex-aluno do colégio e foi convidado pela coordenadora que também é ex-aluna), mas acaba se intrometendo no romance de Sam com Kyler, visto que logo percebe que este não é um bom rapaz e está influenciando a garota negativamente. Durante o mesmo baile, Aisha é alvo de cyberbullying por Yasmine devido a sua fantasia e seu comportamento principalmente á mesa, enquanto Miguel, Demetri e Eli tentam se enturmar com outros jovens na festa, sem sucesso, até que acabam trombando com Kyler e seus amigos. Demetri e Eli conseguem escapar, mas Miguel acaba sendo torturado pelos valentões enquanto Danny cruza com Johnny nos corredores do colégio e confronta seus métodos, se mostrando uma ameaça aos negócios do antigo rival. |              |                                                |                                  |                                                                                     |                   |
| 4 | 4            | "Cobra Kai Never Dies" "Cobra Kai para sempre" | Jennifer Celotta                 | Josh Heald, Jon Hurwitz, Hayden Schlossberg e Jason Belleville                      | 2 de maio de 2018 |
| Quando o outdoor da LaRusso Auto(com uma foto de Danny sorrindo) é borrifado com uma pichação obscena, Danny acredita ter sido vandalizado por seu rival nas vendas automotivas Tom Cole, que mesmo não sendo culpado pelo vandalismo, zomba de Danny devido ao ocorrido. Na verdade, foi o próprio Johnny quem pichou o outdoor como revolta após Danny ameaçar ir contra o Cobra Kai com todas as suas forças, inclusive após Johnny presenciar Miguel caído ao chão na festa da escola após ter apanhado de Kyler e seus amigos enquanto o próprio Miguel é proibido por sua mãe de continuar aprendendo karatê, mas esta volta atrás após o próprio Johnny insistir com ela para que deixe Miguel continuar. Obviamente, após Danny descobrir que Johnny é o autor real do vandalismo, as tensões entre os dois rivais aumentam ainda mais. Enquanto isso, Robby está envergonhado com o novo dojo do seu pai e o bullying que Miguel sofre na escola inspira o sensei de uma maneira surpreendente enquanto Aisha, que virou piada na escola após o halloween, se junta ao Cobra Kai também afim de se defender do bullying que sofre por Yasmine, além de querer ganhar autoconfiança, á medida que Sam percebe as provocações da turma de Kyler para com Miguel e seus amigos e começa a perceber com quem está se envolvendo, também se dando conta da má influência de Yasmine sobre ela. |              |                                                |                                  |                                                                                     |                   |
| 5 | 5            | "Counterbalance" "Contrapeso"                  | Josh Heald                       | Josh Heald, Jon Hurwitz e Hayden Schlossberg                                        | 2 de maio de 2018 |
| Danny tenta chegar a um acordo duvidoso com um cliente, para acabar com o dojo de Johnny e luta para novamente encontrar o equilíbrio em sua vida visitando o túmulo de um velho amigo. Enquanto isso, Johnny expande as matrículas do seu dojo e Miguel coloca sua prática de caratê em realidade quando Samantha enfrenta uma forte rejeição na escola após terminar com Kyler e seu pai ser alvo de piada graças ao vandalismo de Johnny em seu outdoor, o que causou também o rompimento da amizade com Yasmine e Moon. Após Miguel defender Sam de Kyler e seus amigos, outros jovens se interessam em entrar no Cobra Kai afim de lutar como ele. Este episódio é dedicado a memória de Pat Morita, o eterno senhor Miyagi. |              |                                                |                                  |                                                                                     |                   |
| 6 | 6            | "Quiver" "Alunos novos"                        | Josh Heald                       | Josh Heald, Jon Hurwitz, Hayden Schlossberg, Joe Piarulli e Luan Thomas             | 2 de maio de 2018 |
| A vitória de Miguel sobre Kyler e os valentões da escola acab sendo filmada e isso atrai para o Cobra Kai um grupo de novos alunos desajustados, dentre os quais estão Demetri e Eli, que estranham os métodos e o tratamento nada convencional de Johnny com sua classe, se sentindo intimidados, ao que Demetri enfrenta o sensei e tem seus argumentos jogados por terra após este o derrubar no tatame, fazendo Demetri desistir do Cobra Kai. Eli, por outro lado, acaba tomando os insultos de Johnny como incentivo e adota um novo visual(com cabelo estilo moicano e pintado de azul, além de uma tatuagem de um falcão nas costas) e uma nova atitude, além de preferir ser chamado de Falcão a partir de então, assumindo nova identidade e novo comportamento(deixando de lado seu antigo jeito retraído e sendo bem mais astuto). Enquanto isso, afim de humilhar seu pai, Robby consegue um novo emprego na concessionária LaRusso Auto, apesar de sofrer certas provocações nas mãos de Louie LaRusso, primo malandro de Danny que é funcionário da empresa. Mesmo assim, Robby logo conquista a simpatia de Danny e se dedica a seu novo trabalho. Na escola, Sam e Miguel se tornam amigos durante uma aula de ciências e Danny inspira o interesse pelo karatê numa pessoa improvável. |              |                                                |                                  |                                                                                     |                   |
| 7 | 7            | "All Valley" "A Competição"                    | Steve Pink                       | Josh Heald, Jon Hurwitz, Hayden Schlossberg e Stacey Harman                         | 2 de maio de 2018 |
| Daniel começa a ensinar o seu novo aluno de karatê, Robby, utilizando as técnicas não convencionais do Sr. Miyagi. Mesmo aprendendo a ser mais disciplinado através de Danny, Robby ainda se questiona se deveria seguir este caminho ou voltar a suas amizades com malandros delinquentes. Enquanto isso, Johnny ajuda Miguel com o seu primeiro encontro com Sam, enquanto o próprio Johnny terá de enfrentar Danny no comitê de karatê da cidade afim de ingressar o Cobra Kai no torneio que está por vir, tentando convencer que seu novo Cobra Kai é diferente daquele dirigido por John Kreese, que fora banido anos atrás. |              |                                                |                                  |                                                                                     |                   |
| 8 | 8            | "Molting" "Transformação"                      | Steve Pink                       | Josh Heald, Jon Hurwitz, Hayden Schlossberg, Stacey Harman e Michael Jonathan Smith | 2 de maio de 2018 |
| Após conseguir ingressar no torneio regional, Johnny prepara seus alunos do Cobra Kai para o torneio em questão, enquanto Danny ainda não faz ideia de que Robby é filho de Johnny e com o desenrolar dos eventos, parece que nada realmente mudou entre Danny e Johnny mesmo após 30 anos, já que apesar dos esforços de Johnny para seguir em frente, ele acaba sofrendo um ataque inesperado em sua própria casa, liderado por Louie, que em resposta ao outdoor de Danny pichado por Johnny, queima o carro deste e chama seus amigos motoqueiros afim de piorar a situação. Enquanto Robby está trabalhando para Danny e treinando karatê com ele, o rapaz acaba conhecendo Sam e se interessa por ela. Não demora muito até que eles se tornem amigos e ele seja convidado para jantar na casa dos LaRusso, quando Miguel, que sequer conhece Danny e a família de sua namorada, se prepara para se apresentar a estes, mas acaba avistando a família jantando com Robby em seu quintal e deduz que Sam está se interessando por este(que ele nem sabe que se trata do filho de seu sensei Johnny), enquanto a própria Sam aprende por sua avó Lucille(mãe de Danny) um pouco mais sobre o Cobra Kai e teme estar se envolvendo justamente com um aluno do tal dojo. |              |                                                |                                  |                                                                                     |                   |
| 9 | 9            | "Different, but same" "Diferentes mas iguais"  | Jon Hurwitz e Hayden Schlossberg | Josh Heald, Jon Hurwitz, Hayden Schlossberg e Jason Belleville                      | 2 de maio de 2018 |
| Após ser atacado por Louie e seu bando, Johnny consegue se defender e descobre através de Louie onde mora seu primo Danny, a quem Johnny confronta. Danny afirma não ter nada a ver com o ataque de Louie e planeja demitir o primo além de ressarcir os danos a Johnny lhe presenteando com um novo carro numa tentativa de apaziguar essa rivalidade constante, assim, eles revisitam o passado juntos. Ainda na casa dos LaRusso, Johnny revela a Danny e a Mandy sobre o acidente de carro envolvendo ele e Sam com suas amigas, constatando que elas estavam ao celular durante o ocorrido, o que faz Mandy colocar Sam de casctigo sem poder sair com Miguel, além de confiscar seu celular. Em meio a isso, Miguel, após ter visto Robby jantando com Sam e já que ela passou a não responder suas ligações e mensagens, começa a pensar que sua namorada o está enganando e desabafa com Demetri, Eli, Aisha e seus outros companheiros de Cobra Kai, quando Demetri(que é o único que não faz parte do Cobra Kai) confronta a nova personalidade de Eli, que agora só quer ser chamado de Falcão e retruca com rebeldia a forma como Demetri teima em tratá-lo. Aisha descobre pelas redes sociais que Yasmine irá dar uma festa de aniversário só com os mais populares apenas para provocar os excluídos, ao que a garota do Cobre Kai se inflama e decide dar o troco na patricinha e intimidar seus amigos, chegando mais cedo no local da festa(que é num parque da cidade á beira de seu maior lago, começando ao por do sol). Enquanto isso, Sam sofre com seu celular confiscado e as constantes provocações de seu irmão mais novo Tony(filho caçula de Danny e Mandy), que insiste em provocá-la enquanto ela não consegue se explicar para Miguel, que durante todo esse tempo segue desconfiado á medida que Sam vai se afeiçoando a Robby. Com a festa se aproximando, Aisha convoca todos os alunos do Cobra Kai e mais alguns nerds e impopulares á medida que Falcão e os demais vão se preparando para o evento, comprando bebidas e outras coisas. Convidada por Miguel e Aisha, Sam é proibida por sua mãe de ir à festa, mas por ter convidado Robby para a mesma, este acaba libertando-a do castigo através de uma desculpa esfarrapada, apenas para tirá-la de casa. Durante a festa, Yasmine chega ao local e, para sua desagradável surpresa, se depara com pessoas que ela não convidou e nem fazem seu perfil de amigos. Kyler e seus amigos, ao avistarem Miguel, parecem se sentir intimidados e decidem ir embora e fazer outra coisa, mas Moon acaba se cativando pela festa em si e se depara com Falcão, finalmente se encantando com ele, que vê que enfim chamou a atenção de seu interesse amoroso. Vendo isso, Demetri tenta conquistar Yasmine, mas sem sucesso, visto que ela despreza tipos como ele. Em meio ao desespero de Yasmine diante de sua festa fracassada, ela se depara com Aisha e começa a desmerecê-la, sendo humilhada por esta logo em seguida e tendo que bater em retirada, ainda mais depois de ver que Moon mudou de lado e se afeiçoou aos nerds, além de flertar com Falcão, enquanto Miguel, nervoso pela falta de resposta de Sam, acaba exagerando na bebida e pouco depois, avista sua namorada chegando atrasada com Robby e já confronta os dois, achando que se trata de Sam com um suposto amante. Ela tenta se explicar, mas ele, bêbado, não acredita em suas histórias, achando que esta está inventando desculpas e quando Robby parte em defesa dela, os dois acabam brigando e sobra para Sam, que se revolta contra Miguel e se recusa a prestigiá-lo no torneio, rompendo o namoro ali mesmo e indo embora com Robby a seguindo. Após Danny e Johnny revisitarem seu passado e até descobrirem coisas em comum a ponto de ficarem temporariamente em paz um com o outro, os dois voltar a casa dos LaRusso onde se deparam com Robby, a quem Danny se refere como seu aluno, gerando revolta em Johnny, que inicia uma briga na qual Danny finalmente se dá conta de que Johnny e Robby são pai e filho e se sente usado e enganado pelo rapaz, demitindo-o da concessionária ali mesmo e deixando de ser seu sensei, enquanto um Johnny traído vai embora de lá, brigado novamente com Danny e decepcionado com seu filho Robby. |              |                                                |                                  |                                                                                     |                   |
| 10 | 10           | "Mercy" "Compaixão"                            | Jon Hurwitz e Hayden Schlossberg | Josh Heald, Jon Hurwitz e Hayden Schlossberg                                        | 2 de maio de 2018 |
| O altamente antecipado torneio de karatê traz Johnny Lawrence e Daniel LaRusso novamente para lados opostos, exceto que desta vez, é a nova geração de estudantes de caratê que são os combatentes, sendo Miguel e os Cobra Kai liderados por Johnny enquanto Robby ingressa sozinho no torneio, mas seguindo o que aprendeu com Danny. Sam apenas vai ao torneio por causa de sua família, sendo que Miguel tenta reconquistá-la, mas pretende descontar toda sua raiva em Robby. Quem vai pagar o preço pela vitória final? |              |                                                |                                  |                                                                                     |                   |

### 2ª temporada (2019)
| N.º geral | N.º na temp. | Título                                          | Dirigido por                     | Escrito por                                                                  | Lançamento          |
| --- | ------------ | ----------------------------------------------- | -------------------------------- | ---------------------------------------------------------------------------- | ------------------- |
| 11 | 1            | "Compassion - Part 2" "Compaixão - Parte 2"     | Jon Hurwitz e Hayden Schlossberg | Josh Heald, Jon Hurwitz e Hayden Schlossberg                                 | 24 de abril de 2019 |
| Mesmo com a vitória do Cobra Kai, Johnny quer mudanças no dojô. Daniel abre sua própria escola com dois alunos: Sam e Robby.                                              |              |                                                 |                                  |                                                                              |                     |
| 12 | 2            | "In search of balance" "Em busca de equilíbrio" | Jon Hurwitz e Hayden Schlossberg | Josh Heald, Jon Hurwitz e Hayden Schlossberg                                 | 24 de abril de 2019 |
| Daniel ajuda Sam e Robby a melhorar o equilíbrio no treino. No trabalho, ele tenta vender mais carros. Johnny impressiona Kreese com uma técnica criativa, mas arriscada. |              |                                                 |                                  |                                                                              |                     |
| 13 | 3            | "Fire and Ice" "Fogo e Gelo"                    | Michael Grossman                 | Josh Heald, Jon Hurwitz, Hayden Schlossberg e Stacey Harman                  | 24 de abril de 2019 |
| Johnny fala sobre seus erros como pai depois de Miguel descobrir quem é Robby. Em busca de novos alunos, Daniel se apresenta em um festival.                              |              |                                                 |                                  |                                                                              |                     |
| 14 | 4            | "Moment of truth" "Momento da verdade"          | Michael Grossman                 | Josh Heald, Jon Hurwitz, Hayden Schlossberg, Kevin McManus e Matthew McManus | 24 de abril de 2019 |
| Daniel tenta promover o Miyagi-Do mais uma vez, mas Cobra Kai rouba a cena. Johnny suspeita das histórias contadas por Kreese.                                            |              |                                                 |                                  |                                                                              |                     |
| 15 | 5            | "Go with everything" "Vai com tudo"             | Josh Heald                       | Josh Heald, Jon Hurwitz e Hayden Schlossberg                                 | 24 de abril de 2019 |
| Depois de se envolver em uma briga no shopping, Demetri recebe ajuda de Daniel. Johnny descobre que Robby está morando com Daniel.                                        |              |                                                 |                                  |                                                                              |                     |
| 16 | 6            | "Turn right" "Vire á direita"                   | Josh Heald                       | Josh Heald, Jon Hurwitz e Hayden Schlossberg                                 | 24 de abril de 2019 |
| Os novos alunos de Daniel aprendem a acertar as diferenças. Enquanto Johnny viaja com os amigos, Kreese tenta minar a reputação dele no dojô.                             |              |                                                 |                                  |                                                                              |                     |
| 17 | 7            | "Truce" "Trégua"                                | Jennifer Celotta                 | Josh Heald, Jon Hurwitz, Hayden Schlossberg, Kevin McManus e Matthew McManus | 24 de abril de 2019 |
| Os dois senseis usam técnicas de treinamento incomuns, e Johnny descobre o que Kreese anda ensinando. A paixão de Daniel pelo Miyagi-Do põe o negócio em risco.           |              |                                                 |                                  |                                                                              |                     |
| 18 | 8            | "Love's turn" "A vez do amor"                   | Kate Herron                      | Laurie Nunn                                                                  | 24 de abril de 2019 |
| O caso secreto entre Sam e Robby esquenta, mas a relação entre Daniel e Amanda continua fria. Johnny decide usar um app de relacionamento.                                |              |                                                 |                                  |                                                                              |                     |
| 19 | 9            | "Octopus" "Polvo"                               | Jon Hurwitz e Hayden Schlossberg | Josh Heald, Jon Hurwitz, Hayden Schlossberg e Michael Jonathan Smith         | 24 de abril de 2019 |
| Johnny e Daniel se encontram em um restaurante. Em uma festa, aumenta a tensão entre os alunos dos dois senseis.                                                          |              |                                                 |                                  |                                                                              |                     |
| 20 | 10           | "Without compassion" "Sem compaixão"            | Jon Hurwitz e Hayden Schlossberg | Josh Heald, Jon Hurwitz, Hayden Schlossberg, Joe Piarulli e Luan Thomas      | 24 de abril de 2019 |
| No primeiro dia de aula, a treta entre Tory e Sam provoca uma briga entre os grupos de caratê nos corredores da escola.                                                   |              |                                                 |                                  |                                                                              |                     |

### 3ª temporada (2021)
Em 2019 o Youtube Premium confirmou a terceira temporada, que foi filmada entre o final de 2019 e o início de 2020. Assim, quando a Netflix comprou a websérie, também adquiriu os direitos desta temporada, que será a primeira a ser lançada como “original Netflix”. Inicialmente, a terceira temporada iria estrear na Netflix em setembro de 2020, conforme anuncio do co-criador Jon Hurwitz, no entanto, a Netflix adiou o lançamento para 2021 e, esta contará com 10 episódios com 30 minutos de duração. Segue abaixo a lista de episódios:
| N.º geral | N.º na temp. | Título                                                       | Dirigido por                     | Escrito por                                                             | Lançamento           |
| --- | ------------ | ------------------------------------------------------------ | -------------------------------- | ----------------------------------------------------------------------- | -------------------- |
| 21 | 1            | "Aftermatch" "Consequências"                                 | Jon Hurwitz e Hayden Schlossberg | Josh Heald, Jon Hurwitz e Hayden Schlossberg                            | 1 de janeiro de 2021 |
| Miguel está lutando para sobreviver, Robby sumiu e a reputação de Daniel e Johnny está por um fio com a reação da comunidade à briga em West Valley.              |              |                                                              |                                  |                                                                         |                      |
| 22 | 2            | "Nature vs. Nurture" "Treinamento ou dom inato?"             | Jon Hurwitz e Hayden Schlossberg | Josh Heald, Jon Hurwitz, Hayden Schlossberg, Joe Piarulli e Luan Thomas | 1 de janeiro de 2021 |
| Daniel e Johnny se unem para procurar Robby. O futuro de Miguel é incerto. Kreese tenta trazer Tory de volta ao Cobra Kai.                                        |              |                                                              |                                  |                                                                         |                      |
| 23 | 3            | "Now You're Gonna Pay" "Vai ter que pagar"                   | Lin Oeding                       | Josh Heald, Jon Hurwitz, Hayden Schlossberg e Stacey Harman             | 1 de janeiro de 2021 |
| A má reputação de Daniel atrapalha as vendas e ele recebe uma oferta de compra. Johnny tenta arrecadar dinheiro para a cirurgia de Miguel.                        |              |                                                              |                                  |                                                                         |                      |
| 24 | 4            | "The Right Path" "O caminho certo"                           | Lin Oeding                       | Josh Heald, Jon Hurwitz, Hayden Schlossberg e Michael Jonathan Smith    | 1 de janeiro de 2021 |
| Depois de uma reunião importante no Japão, Daniel volta à cidade do Sr. Miyagi em Okinawa. Johnny tenta se reaproximar de Robby.                                  |              |                                                              |                                  |                                                                         |                      |
| 25 | 5            | "Miyagi-Do"                                                  | Steven K. Tsuchida               | Josh Heald, Jon Hurwitz, Hayden Schlossberg e Bob Dearden               | 1 de janeiro de 2021 |
| Em Okinawa, Daniel passa um tempo com uma amiga antiga e um velho inimigo que tem muito a ensinar. A rivalidade entre os dojôs desencadeia um violento confronto. |              |                                                              |                                  |                                                                         |                      |
| 26 | 6            | "King Cobra" "Rei Cobra"                                     | Steven K. Tsuchida               | Josh Heald, Jon Hurwitz, Hayden Schlossberg, Joe Piarulli e Luan Thomas | 1 de janeiro de 2021 |
| Miguel ajuda Johnny a criar a mensagem perfeita para as redes sociais. Kreese procura novos recrutas. Daniel e Amanda tentam fechar o Cobra Kai.                  |              |                                                              |                                  |                                                                         |                      |
| 27 | 7            | "Obstáculos"                                                 | Jennifer Celotta                 | Josh Heald, Jon Hurwitz, Hayden Schlossberg e Alyssa Forleiter          | 1 de janeiro de 2021 |
| Daniel passa um tempo com a filha. Johnny planeja abrir um novo dojô de caratê, mas não consegue pensar em um nome legal.                                         |              |                                                              |                                  |                                                                         |                      |
| 28 | 8            | "The Good, The Bad, and the Badass" "O bom, o ruim e o fera" | Jennifer Celotta                 | Josh Heald, Jon Hurwitz, Hayden Schlossberg e Mattea Greene             | 1 de janeiro de 2021 |
| Informados de que o Torneio Regional será cancelado, os três senseis concorrentes fazem uma reunião na prefeitura para salvá-lo.                                  |              |                                                              |                                  |                                                                         |                      |
| 29 | 9            | "Feel the Night" "Natal"                                     | Josh Heald                       | Josh Heald, Jon Hurwitz, Hayden Schlossberg e Michael Jonathan Smith    | 1 de janeiro de 2021 |
| Chegou o fim do ano e o romance está no ar. Daniel e Miguel descobrem coisas em comum. Os recrutas do Cobra Kai saem em uma missão.                               |              |                                                              |                                  |                                                                         |                      |
| 30 | 10           | "December 19" "19 de dezembro"                               | Josh Heald                       | Josh Heald, Jon Hurwitz, Hayden Schlossberg e Bob Dearden               | 1 de janeiro de 2021 |
| Velhas feridas começam a cicatrizar em uma festa de fim de ano, mas um ataque violento dos alunos de Kreese leva a novas traições e alianças.                     |              |                                                              |                                  |                                                                         |                      |

### 4ª temporada (2021)
| N.º geral | N.º na temp. | Título                                               | Dirigido por                     | Escrito por                                  | Lançamento             |
| --- | ------------ | ---------------------------------------------------- | -------------------------------- | -------------------------------------------- | ---------------------- |
| 31 | 1            | "Let's Begin" "Vamos lá!"                            | Jon Hurwitz e Hayden Schlossberg | Josh Heald, Jon Hurwitz e Hayden Schlossberg | 31 de dezembro de 2021 |
| Johnny e Daniel unem os dojôs, mas seus estilos opostos batem de frente. Kreese tenta convencer um antigo parceiro a se juntar a ele no Cobra Kai.          |              |                                                      |                                  |                                              |                        |
| 32 | 2            | "First Learn Stand" "Primeiro aprenda a ficar em pé" | Jon Hurwitz e Hayden Schlossberg | Joe Piarulli e Luan Thomas                   | 31 de dezembro de 2021 |
| Johnny aprende a ser mais defensivo e Daniel melhora suas estratégias ofensivas. Amanda confronta Tory. O novato Kenny sofre bullying na escola.            |              |                                                      |                                  |                                              |                        |
| 33 | 3            | "Then Learn Fly" "Para depois aprender a voar"       | Marielle Woods                   | Michael Jonathan Smith                       | 31 de dezembro de 2021 |
| Encorajado por Robby, Kenny quer ser aluno no Cobra Kai. Johnny pede a Sam para dar um voto de confiança – a si mesma.                                      |              |                                                      |                                  |                                              |                        |
| 34 | 4            | "Bicephaly" "Bicefalia"                              | Marielle Woods                   | Stacey Harman                                | 31 de dezembro de 2021 |
| Kreese traz Terry de volta ao Cobra Kai, mas o antigo parceiro não quer repetir a história. Daniel se torna mentor de Miguel e desperta a inveja de Johnny. |              |                                                      |                                  |                                              |                        |
| 35 | 5            | "Match Point" "Ponto decisivo"                       | Joel Novoa                       | Bob Dearden                                  | 31 de dezembro de 2021 |
| Johnny e Daniel partem para um confronto entre senseis para decidir quem treina os alunos, colocando o dojô e sua frágil aliança em risco.                  |              |                                                      |                                  |                                              |                        |
| 36 | 6            | "Kicks Get Chicks" "Garotas curtem luta"             | Joel Novoa                       | Mattea Greene                                | 31 de dezembro de 2021 |
| O torneio se aproxima e uma grande mudança leva Johnny a fazer de tudo para conseguir uma nova recruta. Tory precisa pedir um favor aos LaRussos.           |              |                                                      |                                  |                                              |                        |
| 37 | 7            | "Minefields" "Campos minados"                        | Tawnia McKiernan                 | Bill Posley                                  | 31 de dezembro de 2021 |
| Daniel convida Anthony para o Miyagi-Do e descobre que não conhece o filho tão bem quanto imaginava. Miguel fica sabendo da verdade sobre Johnny e Carmen.  |              |                                                      |                                  |                                              |                        |
| 38 | 8            | "Party Time" "Hora de diversão"                      | Tawnia McKiernan                 | Joe Piarulli e Luan Thomas                   | 31 de dezembro de 2021 |
| Miguel e Sam estão empolgados para ir ao baile de formatura, até que outro casal aparece. Terry atrai Johnny para um local familiar.                        |              |                                                      |                                  |                                              |                        |
| 39 | 9            | "The Fall" "A queda"                                 | Josh Heald                       | Michael Jonathan Smith                       | 31 de dezembro de 2021 |
| O Torneio Regional de Caratê Sub-18 tem início e vários dojôs brigam pelo título de grande campeão e por alguns acertos de contas pessoais.                 |              |                                                      |                                  |                                              |                        |
| 40 | 10           | "The Rise" "A ascensão"                              | Josh Heald                       | Bob Dearden                                  | 31 de dezembro de 2021 |
| O torneio termina de maneira surpreendente, com repercussões que abalam os participantes e levam dois campeões a enfrentar futuros incertos.                |              |                                                      |                                  |                                              |                        |

### 5º temporada (2022)
| N.º geral | N.º na temp. | Título                                           | Dirigido por                 | Escrito por                | Lançamento            |
| --- | ------------ | ------------------------------------------------ | ---------------------------- | -------------------------- | --------------------- |
| 41 | 1            | "Long, Long Way From Home" "Muito longe de casa" | Joel Novoa e Steven Tsuchida | Michael Jonathan Smith     | 9 de setembro de 2022 |
| O novo aliado de Daniel testa a paciência de Amanda. Miguel vai ao México à procura do pai. Terry inicia mudanças no Cobra Kai.                                           |              |                                                  |                              |                            |                       |
| 42 | 2            | "Molé" "Espião"                                  | Steven Tsuchida              | Joe Piarulli e Luan Thomas | 9 de setembro de 2022 |
| Chozen e Daniel bolam um plano arriscado contra Terry. No México, Robby e Johnny procuram por Miguel, que descobre a verdade sobre o pai.                                 |              |                                                  |                              |                            |                       |
| 43 | 3            | "Playing With Fire" "Brincando com fogo"         | Marielle Woods               | Mattea Greene              | 9 de setembro de 2022 |
| Outro inimigo do passado de Daniel reaparece. Após passar um dia tentando se reconectar com seu eu interior, Sam toma uma decisão sobre o futuro com Miguel.              |              |                                                  |                              |                            |                       |
| 44 | 4            | "Downward Spiral" "De mal a pior"                | Steve Pink                   | Ashley Darnall             | 9 de setembro de 2022 |
| Enquanto o relacionamento de Johnny e Carmen vai bem, o de Daniel e Amanda é abalado pelos esquemas de Terry. A rixa entre os adolescentes vem à tona no parque aquático. |              |                                                  |                              |                            |                       |
| 45 | 5            | "Extreme Measures" "Medidas extremas"            | Jennifer Celotta             | Bob Dearden                | 9 de setembro de 2022 |
| Daniel conta com a ajuda de um amigo e recorre a um improvável aliado. A tensão chega ao máximo entre Miguel e Robby. Alguém do passado retorna.                          |              |                                                  |                              |                            |                       |
| 46 | 6            | "Ouroboros"                                      | Joel Novoa                   | Michael Jonathan Smith     | 9 de setembro de 2022 |
| Terry recruta uma especialista no Método do Punho. Enquanto Daniel abandona uma briga, Johnny e Chozen iniciam outra. Na prisão, Kreese enfrenta antigos demônios.        |              |                                                  |                              |                            |                       |
| 47 | 7            | "Bad Eggs" "Ovos do mal"                         | Joel Novoa                   | Joe Piarulli e Luan Thomas | 9 de setembro de 2022 |
| Terry e Kim lançam um desafio brutal, mas Chozen ensina a seus alunos uma lição diferente. Johnny e Daniel pressionam Kreese em busca de respostas.                       |              |                                                  |                              |                            |                       |
| 48 | 8            | "Taikai"                                         | Marielle Woods               | Ashley Darnall             | 9 de setembro de 2022 |
| Uma vaga cobiçada em um torneio de elite internacional desencadeia uma luta entre dojos. Tory enfrenta um teste de lealdade. Sam luta para esquecer Miguel.               |              |                                                  |                              |                            |                       |
| 49 | 9            | "Survivors" "Sobreviventes"                      | Steven Tsuchida              | Michael Jonathan Smith     | 9 de setembro de 2022 |
| Tory paga um preço pela rebeldia. Arraia enfrenta sua consciência. Uma noite de comemoração na cidade toma um rumo diferente para Johnny, Daniel e Chozen.                |              |                                                  |                              |                            |                       |
| 50 | 10           | "Head of the Snake" "Cabeça da cobra"            | Joel Novoa                   | Bob Dearden                | 9 de setembro de 2022 |
| Brigas irrompem durante a noite. Johnny, Daniel, Chozen e os alunos precisam reunir suas habilidades e forças para expor Terry e derrubá-lo.                              |              |                                                  |                              |                            |                       |

### 6ª temporada (2024-2025)
| N.º geral | N.º na temp. | Título                                        | Dirigido por                     | Escrito por                                      | Exibição original       |
| --- | ------------ | --------------------------------------------- | -------------------------------- | ------------------------------------------------ | ----------------------- |
| 51 | 1            | "Peacetime in the Valley" "Tempos de paz"     | Joel Novoa                       | Robert Mark Kamen, Josh Heald e Jon Hurwitz      | 18 de julho de 2024     |
| Está difícil para os alunos do Miyagi-Do deixarem a rivalidade para trás enquanto treinam para o Sekai Taikai. Johnny e Chozen discordam sobre as mudanças no dojo.      |              |                                               |                                  |                                                  |                         |
| 52 | 2            | "The Prize" "O prêmio"                        | Joel Novoa                       | Robert Mark Kamen, Josh Heald e Jon Hurwitz      | 18 de julho de 2024     |
| Kreese encara um teste perigoso para provar seu valor. Daniel oferece ajuda a Johnny. Os adolescentes pensam na vida depois do colégio.                                  |              |                                               |                                  |                                                  |                         |
| 53 | 3            | "Sleeper" "Festa do pijama"                   | Ralph Macchio                    | Robert Mark Kamen, Josh Heald e Jon Hurwitz      | 18 de julho de 2024     |
| Uma descoberta chocante vira o mundo de Daniel de cabeça pra baixo. Johnny bola um plano para ajudar Sam e Tory a recuperarem a coragem. O local do torneio é divulgado. |              |                                               |                                  |                                                  |                         |
| 54 | 4            | "Underdogs" "Azarões"                         | Sherwin Shilati                  | Robert Mark Kamen, Josh Heald e Jon Hurwitz      | 18 de julho de 2024     |
| Daniel e Johnny convidam um novo sensei para avaliar seus alunos. Amigos se tornam inimigos quando a disputa por uma vaga no Sekai Taikai vai se acirrando.              |              |                                               |                                  |                                                  |                         |
| 55 | 5            | "Best of the Best" "Melhor entre os melhores" | Sherwin Shilati                  | Michael Jonathan Smith, Josh Heald e Jon Hurwitz | 18 de julho de 2024     |
| Os melhores alunos do Miyagi-Do competem para ser capitães da equipe, mas uma tragédia muda tudo. Kreese revela sua surpresa final.                                      |              |                                               |                                  |                                                  |                         |
| 56 | 6            | "Benvinguts a Barcelona"                      | Joel Novoa                       | Robert Mark Kamen, Josh Heald e Jon Hurwitz      | 15 de novembro de 2024  |
| O Sekai Taikai começou, mas uma traição ameaça tirar o foco da equipe do Miyagi-Do. Após um primeiro evento traumático, um elemento surpresa é revelado.                 |              |                                               |                                  |                                                  |                         |
| 57 | 7            | "Dog in the Fight" "Cachorro na luta"         | Joel Novoa                       | Robert Mark Kamen, Josh Heald e Jon Hurwitz      | 15 de novembro de 2024  |
| A busca por pistas sobre o passado do Sr. Miyagi coloca Daniel em perigo. Miguel questiona o foco de Robby. Sam vê um comportamento inadequado fora do tatame.           |              |                                               |                                  |                                                  |                         |
| 58 | 8            | "Snakes on a Plane" "Cobras a bordo"          | Jennifer Celotta                 | Robert Mark Kamen, Josh Heald e Jon Hurwitz      | 15 de novembro de 2024  |
| Uma crise pessoal deixa Miguel e Johnny abalados. Chozen e uma sensei rival se unem para encontrar seus alunos, mas acabam tendo outra descoberta.                       |              |                                               |                                  |                                                  |                         |
| 59 | 9            | "Blood In Blood Out" "Marcados pelo sangue"   | Sherwin Shilati                  | Robert Mark Kamen, Josh Heald e Jon Hurwitz      | 15 de novembro de 2024  |
| Quem passará para a próxima rodada na partida de eliminação: Miyagi-Do ou Cobra Kai? Uma revelação chocante abala Daniel.                                                |              |                                               |                                  |                                                  |                         |
| 60 | 10           | "Eunjangdo"                                   | Sherwin Shilati                  | Bob Dearden, Olga Lexell e Josh Heald            | 15 de novembro de 2024  |
| Daniel e Johnny treinam os capitães em pontos históricos de Barcelona. Um golpe baixo nas semifinais instiga uma grande briga.                                           |              |                                               |                                  |                                                  |                         |
| 61 | 11           | "Into the Fire" "No fogo"                     | Joe Piarulli                     | Joe Piarulli e Luan Thomas                       | 13 de fevereiro de 2025 |
| Enquanto os alunos planejam o futuro, Daniel e Johnny discutem sobre o Sekai Taikai. Kreese reflete sobre seus princípios.                                               |              |                                               |                                  |                                                  |                         |
| 62 | 12           | "Rattled" "Abalados"                          | William Zabka                    | Ashley Darnall e Kyle Civale                     | 13 de fevereiro de 2025 |
| Com vários desafios pela frente, Sam e Robby começam a treinar com a ajuda dos amigos. A equipe de Johnny e Carmen aumenta.                                              |              |                                               |                                  |                                                  |                         |
| 63 | 13           | "Skeletons" "Fantasmas do passado"            | Joel Novoa                       | Chris Rafferty                                   | 13 de fevereiro de 2025 |
| Chega o momento da verdade, e Daniel e Johnny confrontam o passado. Robby enfrenta Axel no campeonato mundial de caratê.                                                 |              |                                               |                                  |                                                  |                         |
| 64 | 14           | "Strike Last" "Acerte por último"             | Josh Heald                       | Bob Dearden                                      | 13 de fevereiro de 2025 |
| Os melhores lutadores de West Valley se enchem de coragem para encarar os rivais, mas um acontecimento inesperado vai mudar tudo.                                        |              |                                               |                                  |                                                  |                         |
| 65 | 15           | "Ex-Degenerate" "Ex-degenerado"               | Jon Hurwitz e Hayden Schlossberg | Josh Heald, Jon Hurwitz e Hayden Schlossberg     | 13 de fevereiro de 2025 |
| Grandes rivalidades, novas oportunidades. Daniel e Johnny voltam para onde tudo começou, com apostas mais altas do que nunca.                                            |              |                                               |                                  |                                                  |                         |

## Livros
Em 2022, Ralph Macchio publicou o livro de memórias Waxing On: The Karate Kid and Me (Dutton), no qual ele reflete sobre a criação e o legado dos filmes Karate Kid e Cobra Kai.

## Jogos eletrônicos

### Cobra Kai: The Karate Kid Saga Continues
Cobra Kai: The Karate Kid Saga Continues, é um jogo eletrônico baseado na série, foi lançado para PlayStation 4, Xbox One, e Nintendo Switch em 27 de outubro de 2020, e para Microsoft Windows em 5 de janeiro de 2021.

### Cobra Kai 2: Dojos Rising
Cobra Kai 2: Dojos Rising, é um jogo eletrônico baseado na série, o jogo foi anunciado para PlayStation 4, PlayStation 5, Xbox One, Xbox Series X/S, Nintendo Switch e Microsoft Windows em 6 de Julho de 2022 e deverá ser lançado ainda em 2022.
.